# Anidiops villosus
Anidiops villosus är en spindelart som först beskrevs av William Joseph Rainbow 1914.  Anidiops villosus ingår i släktet Anidiops och familjen Idiopidae.
Artens utbredningsområde är Western Australia. Inga underarter finns listade i Catalogue of Life.